# Pierre Berthelot (satiriste)
Pour les articles homonymes, voir Pierre Berthelot et Berthelot.

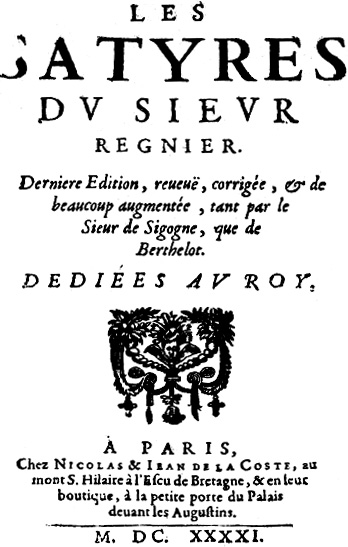
Satires de Régnier, Sigogne et Berthelot

Pierre Berthelot, né au XVIe siècle et mort vraisemblablement en 1623, est un poète satirique français.

## Biographie
Contemporain et ami de Régnier, Berthelot l’avait pris pour modèle. Sans avoir autant d’imagination et de goût que lui, il se distingua comme lui par sa facilité et sa verve comique.
La plupart de ses pièces sont remarquables par leur tournure épigrammatique et par beaucoup de naturel et de facilité, deux qualités alors assez rares même parmi les poètes le plus en réputation. Il a mis des talents qui lui avaient assuré l’estime de ses contemporains au service de satires et d’épigrammes remplies et de naturel et d’abandon et fort licencieuses.
Comme Régnier, il vécut en guerre avec Malherbe, contre le joug duquel se révoltait le génie capricieux de la plupart des poètes de ce temps. Berthelot ne lui pardonnait pas, pas plus que son ami Régnier, d’avoir introduit dans la poésie française des règles dont l’observation ne laissait pas de gêner ces aimables paresseux, qui voulaient bien faire de l’art des vers un amusement, mais non pas une étude. Malherbe venait d’adresser à Madame de Bellegarde une pièce où il nommait cette dame « Merveille des Merveilles ». Berthelot la parodia d’une manière assez piquante :
Être six ans à faire une ode,
Et faire des lois à sa mode.
Cela se peut facilement ;
Mais de nous charmer les oreilles
Par la merveille des merveilles,
Cela ne se peut nullement
Ménage, dans son Commentaire sur Malherbe, rapporte que ce dernier fut assez sensible à une des épigrammes satiriques de Berthelot pour se venger de l’insulte qu’il croyait avoir reçue : il recourut à un gentilhomme de Caen de ses amis, nommé La Boulardière pour le faire bâtonner. Berthelot s’en vengea en poursuivant de ses sarcasmes et ses railleries l’admirée de Malherbe, la vicomtesse d’Auchy qui avait donné son approbation à la bastonnade, en parodiant les vers que celui-ci lui adressait.
Il a collaboré au Parnasse satyrique, ce qui lui valut d’être incarcéré avec Théophile de Viau, à la Conciergerie. Il s’en évada et seule son effigie fut pendu.
Les vers de Berthelot ont été en partie recueillis, en 1618, avec ceux de Sigogne, Régnier, Motin, Maynard et autres, dans le Cabinet satirique.
On ne connaît, sous son nom, qu’un recueil intitulé les Soupirs amoureux (Paris, 1646, in-8°). Ses satires et épigrammes ont été publiées dans le Cabinet satirique.

## Œuvres
- Les Soupirs amoureux, Paris, 1646, in-8°
- Le Cabinet satirique, ou recueil parfait des vers piquants et gaillards de ce temps, Mont-Parnasse, 1660, 2 vol. petit in-12

## Sources
- Biographie universelle, t. 1er, Paris, Furne, 1833, p. 250
- Biographie universelle, ancienne et moderne, t. 4, Paris, Michaud frères, 1811, p. 351-2
- Jean Chrétien Ferdinand Hoefer, Nouvelle biographie générale, t. 5, Paris, Firmin-Didot, 1855, p. 703-4
- Octave Joseph Delepierre, La Parodie chez les Grecs, chez les Romains et chez les modernes, Londres, Trübner et Cie, 1870, p. 87